# HD 217580
HD 217580 ist ein etwa 56 Lichtjahre von der Erde entfernter Hauptreihenstern der Spektralklasse K im Sternbild Wassermann. Er ist mit einer scheinbaren Helligkeit von 7,48 mag mit bloßem Auge auch unter optimalen Beobachtungsbedingungen nicht mehr zu sehen. Der Stern hat einen spektroskopischen Begleiter, bei dem es sich vermutlich um einen Roten Zwerg handelt.

## Spektroskopischer Begleiter
HD 217580 wird mit einer Umlaufperiode von (454,7 ± 0,9) Tagen und einer Exzentrizität von (0,520 ± 0,022) von einem spektroskopischen Begleiter umrundet. Aufgrund der Massenbestimmung von (0,161 ± 0,013) M☉ handelt es sich sehr wahrscheinlich um ein stellares Objekt.